# Bob Latta
Robert Edward Latta, detto Bob (Bluffton, 18 aprile 1956), è un politico e avvocato statunitense, membro della Camera dei Rappresentanti per lo stato dell'Ohio.

## Biografia
Figlio del deputato repubblicano Del Latta, dopo la laurea in legge Bob lavorò come avvocato finché nel 1988 si candidò al seggio della Camera lasciato vacante dal padre; Latta perse le primarie repubblicane per soli ventisette voti contro Paul Gillmor, che poi venne eletto deputato.
Negli anni seguenti Latta servì all'interno della legislatura statale dell'Ohio e nel 2007, dopo la morte improvvisa di Gillmor, decise di candidarsi nuovamente alla Camera. Questa volta riuscì a vincere le elezioni e conquistò il seggio che era stato occupato da suo padre fino a diciotto anni prima. Latta fu poi riconfermato dagli elettori negli anni successivi.